# Mazala
Mazala (arab. مزعلة) – wieś w Syrii, w muhafazie Aleppo. W 2004 roku liczyła 987 mieszkańców.